# Sitio de Cumaná (1813)
El sitio de Cumaná fue un asedio librado en 1813 durante la Guerra de Independencia de Venezuela y liderado por Santiago Mariño.

## Batalla
El 11 de enero de 1813, Santiago Mariño desembarcó en la península de Paria, con él venía un pequeño grupo de venezolanos exiliados en la colonia británica de isla Trinidad. Rápidamente se hace con el control de la provincia de Guayana y vence en la Alto de Los Godos al Capitán General Domingo de Monteverde (25 de mayo). Aprovechando que parte importante de las fuerzas realistas estaban ocupadas contra la Campaña Admirable de Simón Bolívar en el oeste y centro del país, empezó a avanzar sobre la ciudad de Cumaná en julio con el Ejército de Oriente. Donde era gobernador desde inicios de año, el realista Teniente Coronel Eusebio Antoñanzas.  
El 31 de julio Mariño llega a reforzar a sus tropas y establece su cuartel en la chacra de Los Capuchinos. Ahí ofrece a Antoñanzas, rendirse para evitar muertes innecesarias. En la isla Margarita el patriotaJuan Bautista Arismendi se había alzado y había decapitado al gobernador realista Pascual Martínez, después decide enviar refuerzos a Mariño. El gobernador de Cumaná se niega a rendirse y durante una refriega cerca del castillo San Antonio de la Eminencia hace que los republicanos intenten asaltar la fortaleza, Antoñanzas es herido gravemente mientras mandaba la defensa.
Ya llevaban diez días de asedio el 2 de agosto cuando Mariño se entera de que durante la noche el gobernador Antoñanzas y el Sargento Mayor Juan Nepomuceno Quero planeaban embarcarse para La Guaira, dejando una pequeña guarnición para mantenerlos ocupados. Mariño ordena a su escuadra, liderada por el bergantín Independencia del corsario italiano Giovanni Bianchi impedir su huida. Cuando la flotilla patriota toma posiciones Antoñanzas y Quero había logrado evadirlos pero si abrieron fuego sobre los barcos españoles más retrasados, que respondieron. Bianchi ordenó abordar a los enemigos y capturó tres buques mayores y cinco menores. En la madrugada del 3 de agosto Mariño entraba en la ciudad. Aún resistía la batería San Carlos en la boca del Manzanares, pero fue prontamente asaltada. Antoñanzas murió por sus heridas en Curazao el 15 de agosto. El 19 de agosto Mariño entraba en Barcelona con 1.000 soldados, la urbe había sido evacuada por el mariscal Juan Manuel de Cajigal y Martínez.